# Gerhard Glup

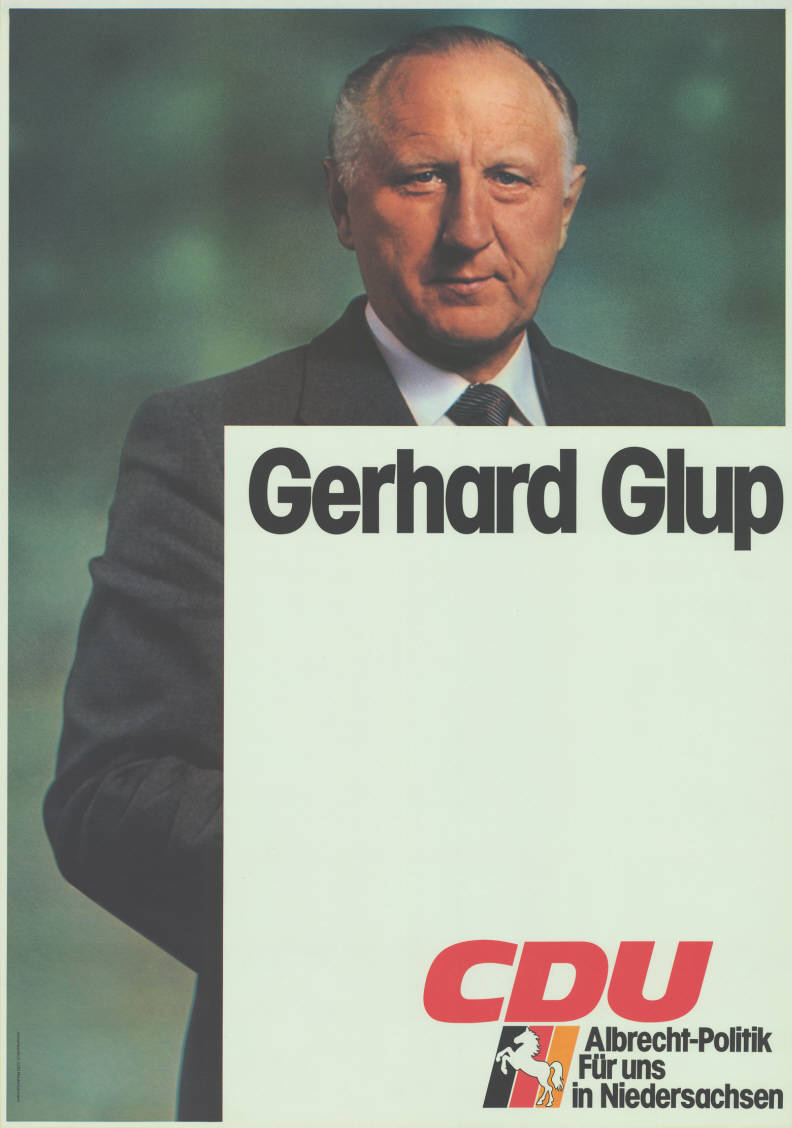
Kandidatenplakat zur Landtagswahl in Niedersachsen 1978

Gerhard Glup, auch Gerd (* 28. Januar 1920 in Thüle; † 9. Dezember 2006 ebenda) war ein deutscher Landwirt und Politiker (CDU).

## Leben und Beruf
Glup wurde als Sohn eines Landwirtes geboren. Nach dem Besuch der Volksschule und der Mittleren Reife absolvierte er eine praktische Ausbildung in der Landwirtschaft. Gleichzeitig bildete er sich an Fachschulen und mit Fachkursen fort. Im Herbst 1940 wurde er zur Wehrmacht eingezogen und nahm anschließend bis 1945 als Soldat am Zweiten Weltkrieg teil. Anschließend arbeitete er im land- und forstwirtschaftlichen Betrieb seiner Eltern, den er später übernahm. 1950 hatte er die Landvolkshochschule besucht. Er war verheiratet und hatte insgesamt sechs Kinder.

## Partei
Glup war Mitglied der Katholischen Landjugend und Vorsitzender des Verbandes in Oldenburg und Niedersachsen. Er schloss sich der CDU an und wurde 1960 zum Vorsitzenden des CDU-Kreisverbandes Cloppenburg gewählt. Von 1965 bis 1985 war er Landesvorsitzender der CDU Oldenburg. Anschließend wurde er Ehrenvorsitzender der dortigen Christdemokraten. Außerdem war er Mitglied des Vorstandes der CDU Niedersachsen.

## Öffentliche Ämter
Glup war von 1956 bis 1968 Ratsmitglied der Stadt Friesoythe. Von 1967 bis 1986 gehörte er dem Niedersächsischen Landtag an. Hier war er von 1972 bis 1976 Vorsitzender des Ausschusses für Ernährung, Landwirtschaft und Forsten. Glup war seit 1960 Erster Beigeordneter der Stadt Friesoythe. Am 13. Februar 1976 wurde er als niedersächsischer 
Minister für Ernährung, Landwirtschaft und Forsten in die von Ministerpräsident Ernst Albrecht geführte Landesregierung berufen. In seine Amtszeit fiel die Planung für den Nationalpark Niedersächsisches Wattenmeer. Daneben wurde er bekannt durch den sogenannten „Gülleerlass“ von 1983, in dem erstmals Grenzen der Stickstoffdüngung und eine Ausbringungsbeschränkung für Gülle und Geflügelkot in den Wintermonaten festgesetzt wurden. In den Jahren 1983 bis 1985 stand er in der Kritik wegen der Sonderabfalldeponie Münchehagen, in der in hoher Konzentration der Stoff TCDD festgestellt wurde, der umgangssprachlich als Seveso-Dioxin bekannt ist. Am 9. Juli 1986 schied er aus der Regierung aus und wurde als Landwirtschaftsminister von Burkhard Ritz abgelöst.

## Skandale
Glup geriet als Landwirtschaftsminister mehrmals in die Kritik der Medien, so unter anderem aufgrund seiner Jagdveranstaltungen, bei denen bisher in Gefangenschaft gehaltene Fasane viel später als erlaubt freigelassen wurden, damit seine Jagdgäste eine gute Chance hatten, sie zu erlegen. Weiterhin verstieß er auf seinem Bauernhof mehrmals gegen Naturschutzauflagen.

## Ehrungen
- 1973: Verdienstkreuz 1. Klasse
- 1979: Großes Verdienstkreuz der Bundesrepublik Deutschland
- 1983: Großes Verdienstkreuz mit Stern der Bundesrepublik Deutschland
- NN: Niedersächsische Landesmedaille[3]